# Indice de Carr
Pour les articles homonymes, voir Carr.
L' indice de Carr (Carr's index ou Carr's Compressibility Index en anglais) est une grandeur physique sans dimension qui caractérise l'aptitude à la compressibilité d'une  poudre ou d'un matériau granulaire.
Cet indice a été défini par le pharmacien Charles Jelleff Carr (1910–2005),.

## Détermination
L'indice de Carr est déterminé par la formule {\displaystyle C=100{\frac {V_{B}-V_{T}}{V_{B}}}}, avec {\displaystyle V_{B}} le volume apparent occupé par une quantité donnée de poudre et {\displaystyle V_{T}} est le volume tassé de la même quantité de poudre. Il peut également être exprimé en fonction de la masse volumique apparente {\displaystyle \rho _{B}} et de la masse volumique tassée {\displaystyle \rho _{T}} : {\displaystyle C=100\times (1-{\frac {\rho _{B}}{\rho _{T}}})}.
L'indice de Carr (C) est lié à l'indice de Hausner (H), un autre indicateur d'écoulement de poudre, par la formule :
{\displaystyle H=100/(100-C)}
L'indice de Carr et l'indice de Hausner sont parfois critiqués : leur lien avec l'écoulement a été établi de manière empirique sans base théorique forte. Malgré cela, leur utilisation persiste en raison de leur facilité de mesure (l'équipement requis est léger et facile de mise en œuvre).
Les deux indices ne sont pas des propriétés absolues d'un matériau ; leur valeur peut varier en fonction de la méthodologie utilisée pour les déterminer.

## Interprétation
Un indice de Carr supérieur à 25 est considéré comme une indication de mauvaise coulabilité tandis qu'un indice inférieur à 15 est une indication de bonne coulabilité.

## Utilisation
L'indice de Carr  est généralement utilisée en pharmacie galénique, en agroalimentaire, en bâtiment et travaux publics et en métallurgie des poudres.